# Stephen Ahorlu
Stephen Ahorlu (* 5. September 1988 in Kpandu) ist ein ghanaischer Fußballtorwart.
Ahorlu spielt seit der Jugend in seiner Heimat für Heart of Lions. Von 2007 bis 2010 spielte er im Herrenteam in der Ghana Premier League. Bei der Fußball-Weltmeisterschaft 2010 in Südafrika gehörte er dem ghanaischen Kader als zweiter Torwart an, wurde jedoch nicht eingesetzt. Im Sommer 2010 wechselte er nach Israel zu Hapoel Aschkelon. Nach nur einer Saison in Israel kehrte Ahorlu im Sommer 2011 nach Ghana zurück, dort unterschrieb er im September für Medeama SC. Im Februar 2012 verließ er Medeama SC und ersetzte Philemon McCarthy bei Wassaman United.